# Повшук Степан Трохимович
Степан Трохимович Повшук (16 липня 1929, Косів — 1995) — український художник килимів.

## Біографія
Народився 16 липня 1929 року в місті Косові (нині Івано-Франківська область, Україна). 1948 року закінчив Косівське училище прикладного мистецтва. Працював у Косові на художньо-виробничому об'єднанні «Гуцульщина». Помер у 1995 році.

## Творчість
Створював малюнки для орнаментальних килимів масового виробництва, зокрема «Гуцульські мотиви» (1963), «Ромби й зигзаги» (1963), «Стугастий» (1965), «Медальйонний» (1967), «Косівський» (1968). У малюнках широко використовував орнаменти і композиції місцевих народних килимів і тканин.